# Kamerunban történt légi közlekedési balesetek listája
A Kamerunban történt légi közlekedési balesetek listája mind a halálos áldozattal járó, mind pedig a kisebb balesetek, meghibásodások miatt történt, gyakran csak az adott légiforgalmi járművet érintő baleseteket is tartalmazza évenkénti bontásban.

## Kamerunban történt légi közlekedési balesetek

### 2007
- 2007. május 5., Douala repülőterétől 5,4 kilométerre, délre. A Kenya Airways légitársaság Boeing 737-8AL típusú utasszállító repülőgépe hajtómű hiba miatt lezuhant. A balesetben 114 fő, 108 utas, 6 fő személyzet vesztette életét.[1]